# Kura-Araxes-Kultur

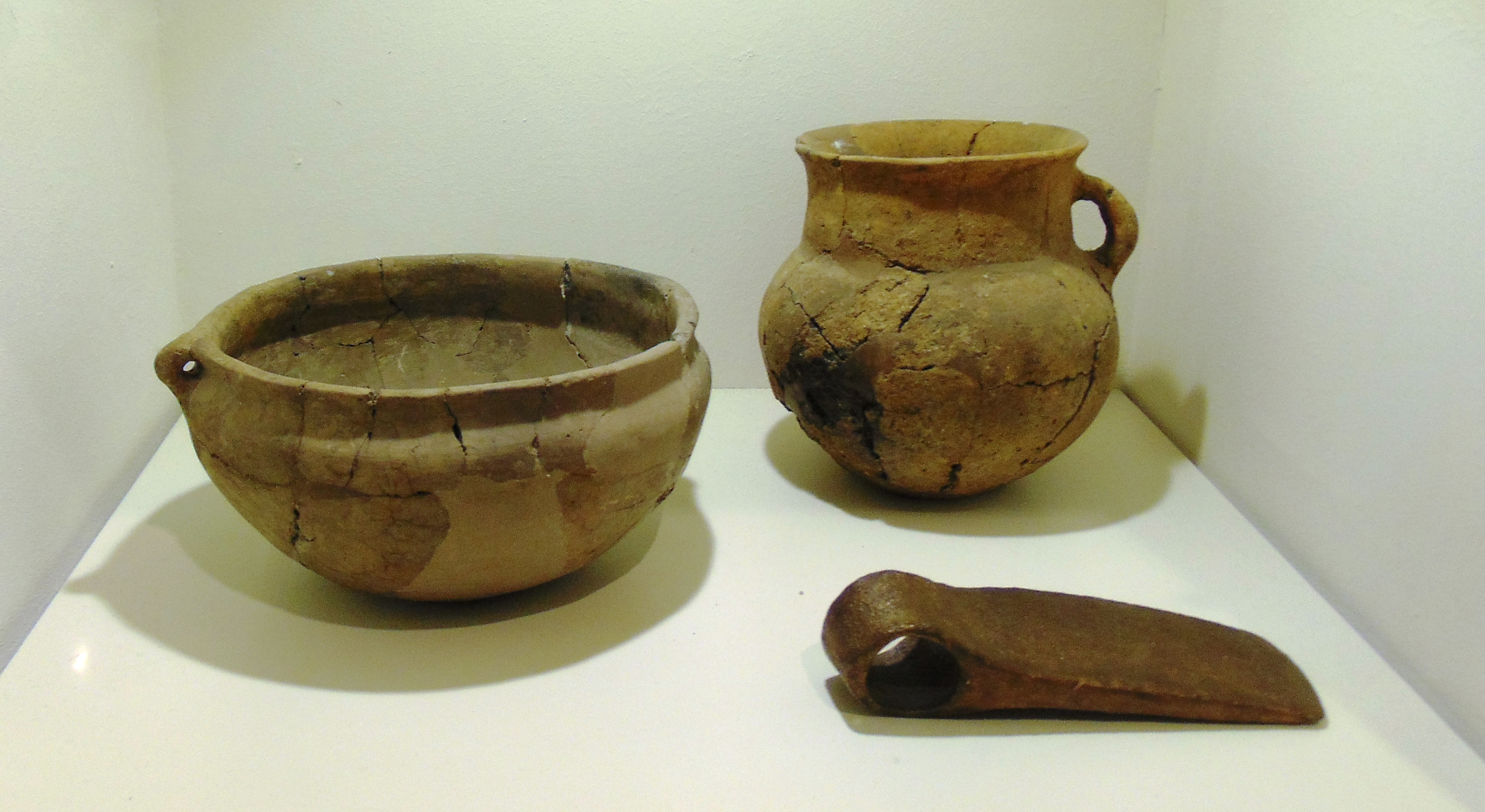
Zwei Keramikgefäße der Kura-Araxes-Kultur und eine bronzene Axt der Frühbronzezeit, Sighnaghi-Museum

Die Kura-Araxes-Kultur, auch Frühtranskaukausische Kultur (englisch Early Transcaucasian Culture (ETC)), ist eine spätkupfersteinzeit- und frühbronzezeitliche Kultur im Südkaukasus, die nach den beiden ins Kaspische Meer mündenden Flüssen Kura und Araxes benannt ist. Die Kultur ist über Siedlungsreste und materielle Objekte überliefert. Sie hat keine schriftlichen Quellen hinterlassen.

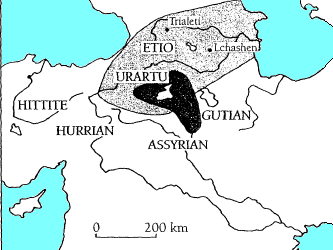
Frühe Ausbreitung der Kura-Araxes-Kultur (helle Schattierung) im Verhältnis zu nachfolgenden Kulturen in der Region, wie etwa Urartu (dunkle Schattierung).

## Chronologie
Die Chronologie der Kura-Araxes-Kultur wird in drei verschiedene Phasen unterteilt. Kura-Araxes I (ETC I) wird auf das mittelspäte 4. Jahrtausend v. Chr. datiert und ist aus den Tälern des Kura und Araxes, Nachtschiwan und von armenischen Regionen überliefert. Sie beschränkt sich auf den südlichen Kaukasus und die nördlichsten Teile Irans. Die Phase ist teilweise zeitgenössisch mit der späten Kupfersteinzeit aus anderen Regionen in Iran und überschneidet sich mit der frühesten Phase des proto-elamischen Zeitraums. Kura-Araxes II (ETC II) hat viele Standorte in Iran, wovon der wichtigste Yanik Tepe ist. Die Phase wird auf die erste Hälfte des 3. Jahrtausend v. Chr. datiert. Kura-Araxes III (ETC III) scheint sich im östlichen Anatolien von 2500 v. Chr. bis ins 2. Jahrtausend v. Chr. zu erstrecken. In Iran scheint die Phase vor 2000 v. Chr. zu Ende zu sein. Je nach Standort dauerte dort der gesamte Zeitraum der Kura-Araxes-Kultur zwischen 500 und 800 Jahre. Über Iran hinaus ist die Kura-Araxes-Kultur bis zu 1500 Jahren nachweisbar und endete in Ostanatolien um 1500 v. Chr.
| Kulturperiode                         | Datierung v. Chr. | Hasanlu | Kul Tepe Jolfa | Haftevan | Ovçular Tepesi | Kohneh Pasgah |
| ------------------------------------- | ----------------- | ------- | -------------- | -------- | -------------- | ------------- |
| Mittlere Bronzezeit I                 | 2100–1900         | VIc     | III            | VIc      | –              | –             |
| Frühe Bronzezeit III                  | 2200–2100         | VIIa    | IV             | VII      | –              | IV–V          |
| Kura-Araxes III (Frühe Bronzezeit II) | 2500–2200         | VIIb    | IV             | VIII     | –              | III           |
| Kura-Araxes II (Frühe Bronzezeit I)   | 3000–2500         | VIIc    | IV             | –        | EBKA           | II            |
| Kura-Araxes I                         | 3350–3000         | –       | V              | –        | EBKA           | I             |
| Späte Kupfersteinzeit                 | 4500–3750         | VIII    | VII–VI         | –        | LCI–LCII LCKA  | I (KAI)       |

## Forschungsgeschichte
Der Begriff Kura-Araxes wurde 1940 durch den russischen Archäologen Boris Alexejewitsch Kuftin definiert. Im gleichen Jahr veröffentlichte Erich Friedrich Schmidt seine Flugaufnahmen von Erdhügeln im Gebiet des Urmiasee, die maßgeblich dazu beitrugen, wichtige Stätten der Kultur zu entdecken und archäologisch zu erforschen. Theodore Burton-Brown grub 1948 die Stätte Geoy Tepe aus, die Sequenzen von der Kupfersteinzeit bis in die mittlere Bronzezeit zeigt. 1958 veröffentlichte Charles Burney eine archäologische Studie über die Region und grub 1960 bis 1962 in Yanik Tepe, dessen Schichten die Perioden Kura-Araxes II und Kura-Araxes III abdecken. Iranische Forschungsausgrabungen in Kohneh Pasgah und anderen Stätten an den Ufern des Araxes haben damit begonnen, die lokale Entwicklung der Kura-Araxes-Kultur im Zusammenhang mit vorangegangenen kulturellen Traditionen der Region zu skizzieren.

## Verbreitung

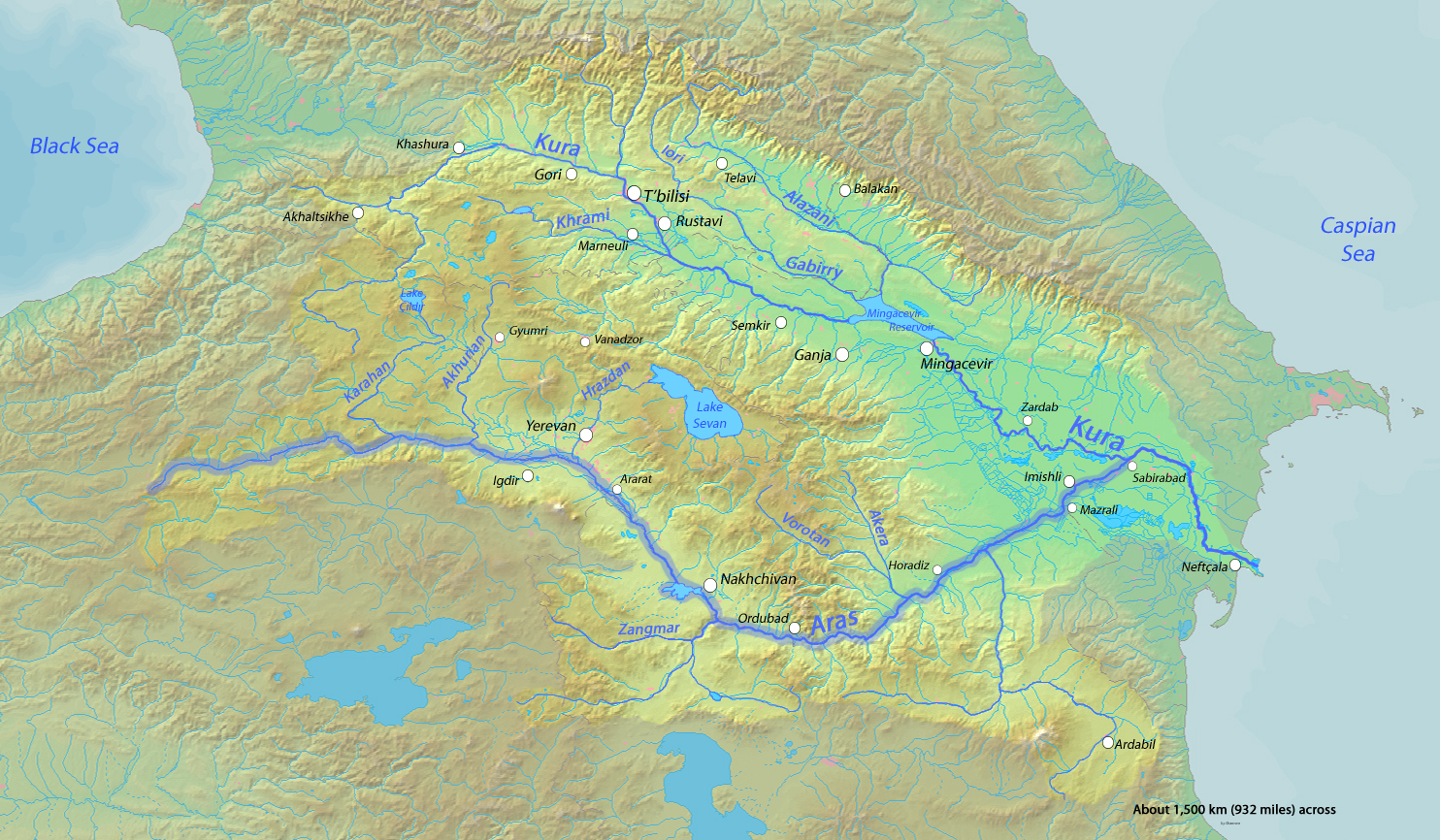
Karte der namensgebenden Flüsse Kura und Aras/Araxes im Kaukasus

Die Kura-Araxes-Kultur findet sich im zentralen und nordöstlichen Kaukasus, in Transkaukasien mit Ausnahme der Küste der Kolchis, dem östlichen Anatolien und dem nordwestlichen Iran. Die frühesten Funde liegen in der Ararat-Ebene, von da breitete sie sich ins östliche Georgien (um 3000), in das Gebiet um Erzurum und nach Kilikien aus. Otar Lortkipanidse sieht ihren Ursprung dagegen im südgeorgischen Kuratal.
Die nördlichsten Fundorte liegen in Dagestan (Kayakent, Velikent) und Aserbaidschan, wobei Velikent auch deutliche Steppeneinflüsse zeigt. Während frühe Forscher die kulturelle Einheitlichkeit betonen, werden heute mehrere Lokalgruppen unterschieden. Manche Forscher sehen in der Kura-Araxes-Kultur einen Kulturkomplex aus mehreren eng verwandten lokalen Kulturen. Dazu gehören unter anderem die Schengavit-Kultur und die Velikent-Kultur (auch als Dagestanische Variante oder Nordvariante der Kura-Araxes-Kultur bezeichnet) in der Chachmas-Kuban-Zone.
Die Khirbet-Kerak-Kultur (2800–2600) in Syrien, im Libanon und Palästina ist eng verwandt.
Wichtige Fundorte:
- Amiranis Gora (Achalziche), Südwestgruppe
- Arslantepe VI B (Malatya)
- Chizanaant Gora (wichtige Stratigraphie für den frühen Abschnitt), Nordwestgruppe
- Grmachewistawi (früh)
- Kvatzchelebi/Kwazchela (bei Kareli), Nordwestgruppe, durch einen Brand vernichtet
- Pulur (Sakyol), Schicht XI
- Samschwilde
- Tetrizkaro
- Treli (früh)
- Tsichia Gora (bei Kaspi)
- Yanik Tepe I (Iran)

## Materielle Kultur

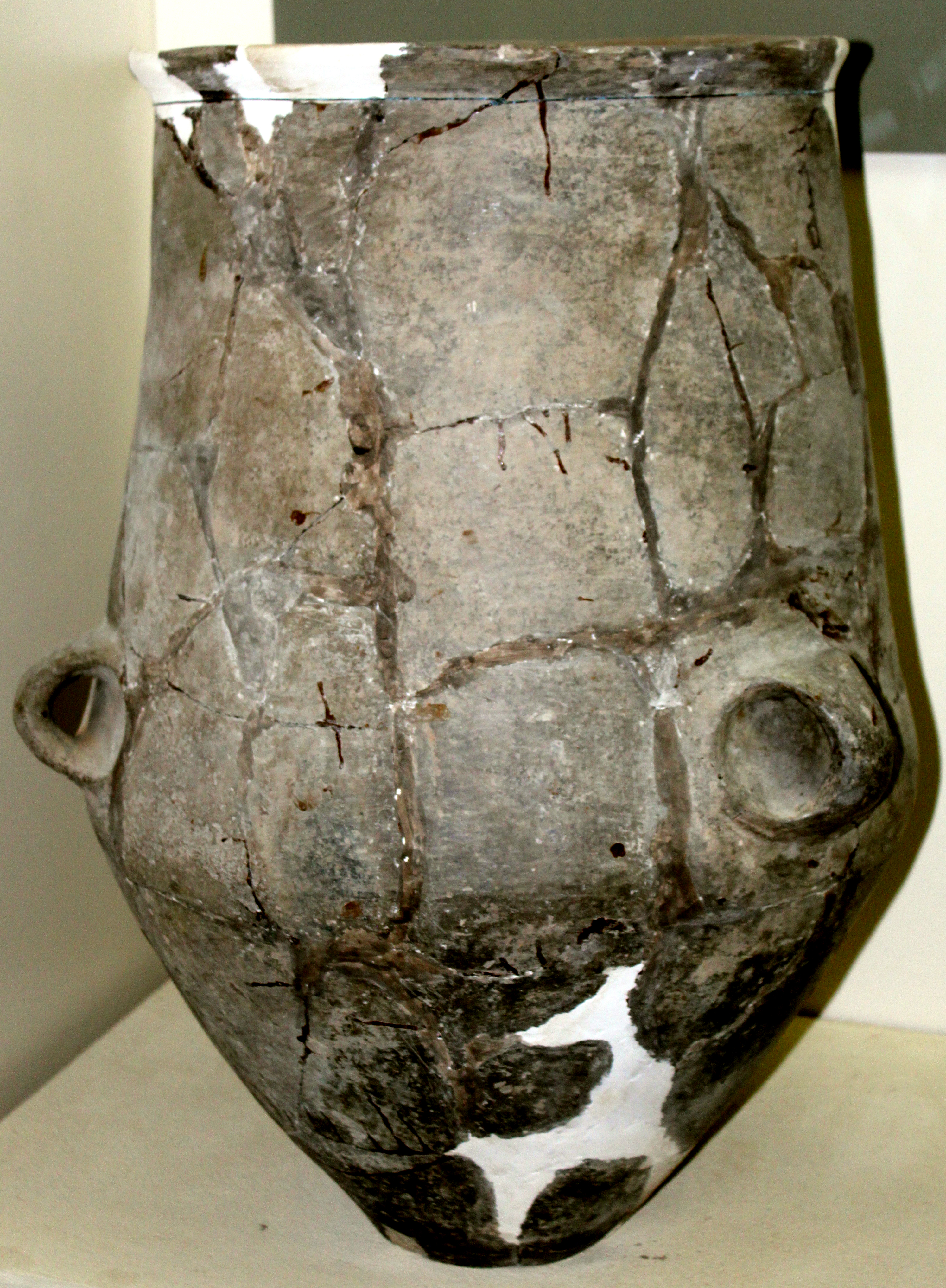
Keramikgefäß der Kura-Araxes-Kultur, Nationalmuseum der Geschichte Aserbaidschans

### Keramik
Die Keramik der frühen Phase ist handgemacht, reduzierend gebrannt und hat eine helle Oberfläche. Sie ist organisch, mit Sand oder zerstoßenem Obsidian gemagert. Die Oberfläche ist meist glänzend poliert. Typisch sind Tassen mit einem oder zwei randständigen Henkelösen, Schalen und kleine Tassen mit leicht abgesetztem kurzen Hals und bikonische Töpfe mit zwei Henkelösen am Umbruch. Plastische Verzierung ist häufig.
Typisch für die Keramik der späten Phase sind die grau-schwarze Farbe bzw. schwarz-rote Farbe der polierten Feinkeramik und geritzte und plastische Spiralverzierungen und konzentrische Kreise. Sie ist manchmal mit Abbildungen von Tieren (Hirsche, Steinböcke), besonders Vögeln (Kraniche?) verziert. Keramische Gefäßständer haben oft Hufeisenform, aber auch runde Exemplare sind bekannt. In Daghestan wurde eine polierte Scheibenware hergestellt, die mit Kammeindrücken verziert ist. Hier sind auch plastische Verzierungen aus aufgelegten Bändern typisch. Die transkaukasische Ware ist überwiegend unverziert.

### Figurinen

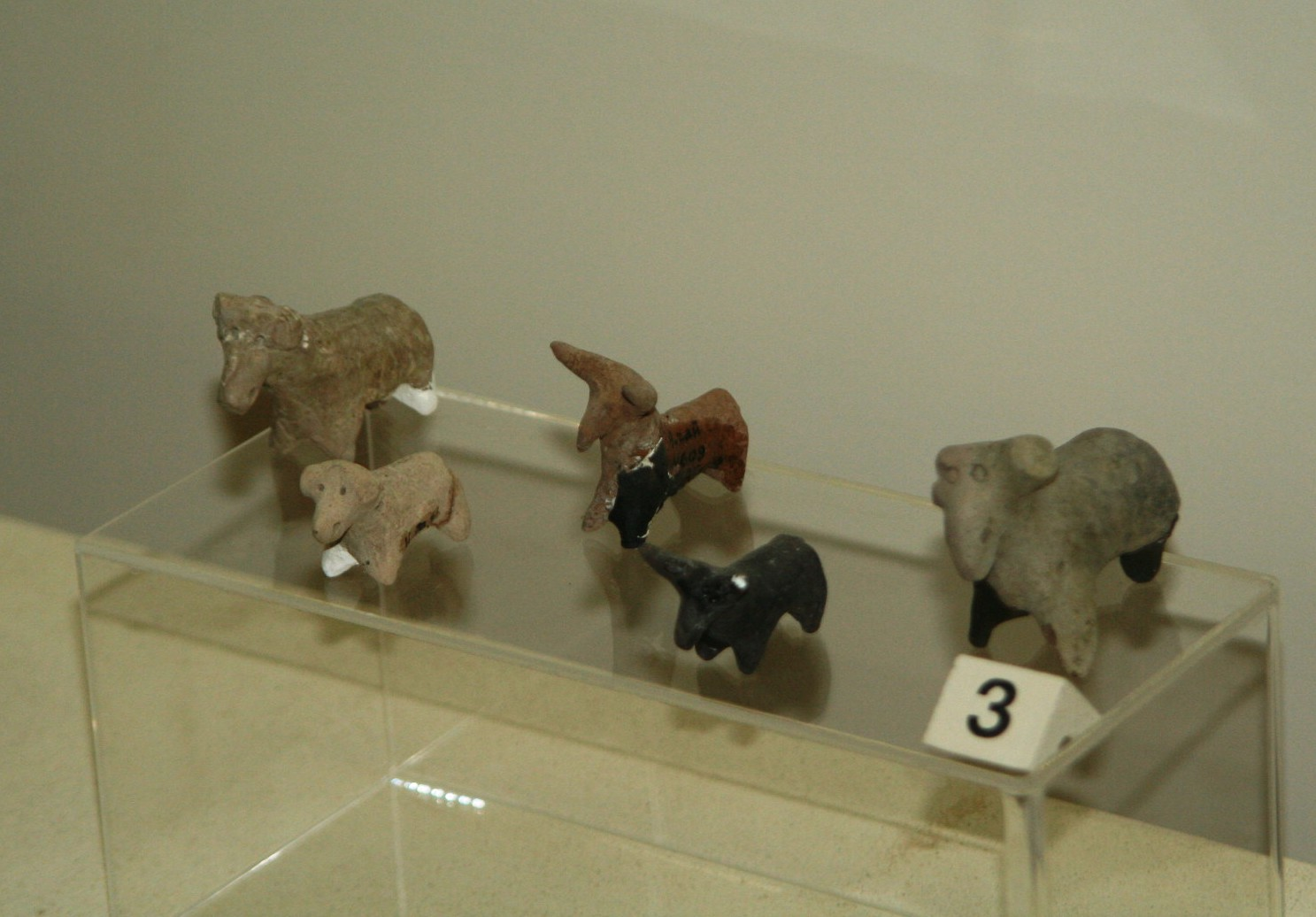
Tonfigurinen verschiedener Tiere, Nationalmuseum der Geschichte Aserbaidschans

Frauenfiguren aus Ton sind meist stark stilisiert, im Gesicht wird nur die Nase plastisch hervorgehoben. Auch Figuren von Schafen sind häufig.

### Feuerstein
Aus Chisanaant-Gora sind Feuerstein-Sicheln bekannt. Neben Feuerstein wurde auch Obsidian verarbeitet.

### Felsgestein
Polierte Steinäxte mit gebogenem Längsprofil sind in Gebrauch, in Transkaukasien finden sie sich aber nur selten. Rillenschlegel (Kültepe, Aruchlo) wurden im Bergbau eingesetzt.

### Metall
In der ersten Phase der Kura-Araxes-Kultur ist Metall noch selten. Unter den Bronzegegenständen sind Schaftlochäxte, Tüllenmeißel, Kugelkopfnadeln mit durchbohrtem Schaft, Schlingenkopfnadeln, Nadeln mit sichelförmigem und T-förmigem Kopf und durchbohrtem geschwollenen Schaft sowie Armreife mit verdickten Enden und ankerförmige Anhänger typisch. Auch Bronzesicheln und Speerspitzen sind belegt. Trianguläre Flachdolche mit und ohne Mittelrippe sind häufig. Später kommen auch Dolche mit angegossenem Metallgriff vor. Aus Kwazchela stammen Kupferplatten mit den stilisierten Bildern von Tieren (Hirsche und Vögeln). Auch Gold, Silber und Blei wurde verarbeitet.

## Siedlungen
Die Siedlungen liegen meist in geschützten Lagen entlang der Flüsse, oft in relativ dichtem Abstand. Die Mehrzahl der Fundorte findet sich im Flachland. Sie sind meist unbefestigt.
Typisch sind Rundhäuser, entweder aus Stein (im Gebirge), aus lehmverschmierten Flechtwerk (auch durch Hüttenlehmfunde nachgewiesen) oder aus Stampflehm. Das flache Dach besteht aus Stampflehm und wurde von einem zentralen Pfosten gestützt. Im Zentrum der Häuser liegt eine runde oder hufeisenförmige Herdstelle. In Transkaukasien haben die Herdstellen oft Lehmeinbauten. Entlang der Wände liegen Tonbänke. Der Fußboden aus Stampflehm ist manchmal mit Ocker verziert. Auch die Herdstelle wurde manchmal durch einen Streifen mit eingeritzter Verzierung hervorgehoben.
Auch Grubenhäuser sind bekannt. Die Häuser sind oft in Reihen angeordnet. Im Flachland haben die Fundstellen oft eine mächtige Kulturschicht, die 4–6 m dick sein kann (zum Beispiel Velikent I-II, Kabaz-Kutan und Torpach Kale in Daghestan). Kültepe II in Nachitschewan hat 14 Kulturschichten, Yanik Tepe elf. Ab Phase II wurden auch rechteckige Häuser gebaut, welche zuerst im Westen aufkamen. Sub-rechteckige Häuser, teilweise mit einem kurzen Vorbau sind zum Beispiel aus Kwazchela bekannt. Sie sind 30–50 m² groß. Auch sie haben Bänke, entweder nur an der Rückwand oder auch an den seitlichen Wänden.
In den Siedlungen finden sich glockenförmige Vorratsgruben. Auch Vorratsgefäße aus Ton wurden zur Lagerung von Getreide verwendet.
Im späteren Georgien hatten die Häuser einen Mittelpfosten, der das flache Dach stützte. Dort bestanden die rechteckigen Häuser aus einem Wohnraum und einem Raum für Wirtschaftszwecke, einzelne Häuser hatten ovale Apsiden, denen eine kultische Bedeutung zugeschrieben wird.

## Bestattungen
Typisch sind Körperbestattungen, entweder als Flachgräber in Seitenlage oder unter Grabhügeln (Kurganen). In den Hügeln liegen die Bestatteten meist auf dem Rücken. Es sind aber auch seitliche Hocker belegt. Aus Georgien sind auch Katakombengräber bekannt. In der frühen Phase sind auch Siedlungsbestattungen bekannt.
Die Bestattungssitten sind sehr vielfältig. Kollektivgräber sind häufig, hier wurden die Knochen der älteren Bestattungen oft zur Seite geschoben um neuen Toten Platz zu machen. Die meisten Gräber wurden innerhalb oder direkt neben den Siedlungen angelegt. Einzelgräber sind selten, in der Frühphase waren paarweise Bestattungen üblich. Bestattung des Körpers ohne Kopf wie auch des Kopfes ohne Körper wurden nachgewiesen.
Grabbeigaben bestehen aus Keramik und Fleischbeigaben, Kupfer- und Bronzegegenstände werden erst allmählich häufiger. Männern wurden Waffen beigelegt, den Frauen Schmuck. Die Grabbeigaben lassen auf eine egalitäre Gesellschaft schließen.
Wichtige Gräberfelder:
- Dzhemikent II
- Kajakent VI
- Karabundakent
- Ltchaschen am Sewansee (Phase III)
- Kurgane von Satschchere
- Schah Nazich Tepe
- Torpach Kale

## Wirtschaftsweise
In der Landwirtschaft wurden weiter auch einfachere Werkzeuge aus Holz, Knochen und Steinen verwendet. Es wurde Nacktweizen, Gerste und Hirse angebaut, vielleicht auch Hafer (Badaani) und Roggen (Gudabertka).
Aus Kwazchela und Chisanaant-Gora sind Traubenkerne bekannt. Leinsamen wurden bisher nicht nachgewiesen, Textilabdrücke auf Keramik weisen jedoch darauf hin, dass Leinwand gefertigt wurde. Als Haustiere sind Schafe und Kühe belegt, Siebgefäße werden als Hinweis auf Milchwirtschaft gedeutet. Rinder wurden als Zugvieh verwendet. Der Anteil kleinen Hornviehs nahm zu, Schaf- und Ziegenherden wurden weit in die Gebirge getrieben und damit neue Gebiete erschlossen.

## Metallverarbeitung
Während man früher annahm, dass die Kenntnis der Metallverarbeitung den Kaukasus aus Mesopotamien erreicht habe, geht man inzwischen von einer autochthonen Entwicklung aus. Die Bronzewaffen gingen denen Anatoliens und des Kuban-Gebietes zeitlich voraus.
Kupfervorkommen sind unter anderem aus dem Gebiet des unteren Kartli (Bolnissi, Marneuli) bekannt. Das oxidische Kupfer war einfach zu verarbeiten. Meist wird jedoch das charakteristische arsenhaltige kaukasische Kupfer bzw. Arsenbronze verarbeitet (bis zu 4 % Arsen), die sich zum Beispiel auch in einem Hort aus Arslantepe VI A (Raum A 113 von Haus III) findet. Weitere Beimischungen/Unreinheiten sind Gold, Antimon, Zink und Blei. In Georgien wurde aus Mangel an Zinn die Bronze mit Arsen oder Antimon hergestellt. 10–22 Prozent Arsen machten die Bronze härter und verliehen ihr einen weißen Glanz. Bei größeren oder geschmiedeten Gegenständen betrug der Arsenanteil ein bis sieben Prozent.
Schmelzöfen sind unter anderem aus Baba-Dervish II, Aserbaidschan und Amiranis Gora bekannt, wo auch Blasebalg-Düsen aus Ton und Gussformen für Barren gefunden wurden. Weitere Beispiele stammen aus Chisanaant Gora. Schlackenfunde stammen aus Baba-Dervisch II, Chizanaant Gora, Kül Tepe II und Garni in Armenien. Gussformen für Beile sind aus Garni, Schengavit, Kül Tepe, Kvatschelebi C1 und Baba-Dervisch II bekannt, Gussformen für Barren aus Iğdir und Gudabertka (bei Gori), aus Kvazchela eine Gussform für ein Flachbeil.

## Exporte
Aus einigen späturukzeitlichen Siedlungen sind Reste von Kura-Araxes-Keramik (Karaz-Ware) bekannt, zum Beispiel aus Tepecik 3 östlich von Elâzığ, Kurban Höyük am Euphrat (Karababa Becken) nordwestlich von Urfa, Periode VI, Samsat, Jebel Aruda und Hassek Höyük 5 bei Urfa.

## Ende
In der mittleren kaukasischen Bronzezeit (2000–1200 v. Chr.) zerfällt die Kura-Araxes-Kultur in eine Vielzahl lokaler Gruppen, wie die Ginchi-Kultur im südöstlichen Tschetschenien und die Prisulakskaja-Kultur im östlichen Dagestan. Im östlichen Dagestan setzt sich die Kura-Araxes-Kultur bis in die mittlere Bronzezeit fort. In Georgien findet sich die Kolchis-Kultur (1700–600 v. Chr.) und die Trialeti-Kultur.
Die Gräber der mittleren Bronzezeit (sogenannte Königskurgane) wie Martkopi und Dedabrishvili zeigen deutliche Unterschiede im Reichtum der Ausstattung und weisen so auf die Entstehung einer hierarchischen Gesellschaft hin.

## Historische Deutung
Die Ausbreitung der Kura-Araxes-Kultur wird gewöhnlich mit einer Völkerbewegung (Migration) in Verbindung gebracht. Kavtaradze hält es für möglich, dass die Uruk-zeitlichen Handelskolonien in Anatolien und deren Reichtum die Invasoren anlockte und schreibt ihnen die Zerstörung von Arslantepe VI A (Malatya), Hassek Höyük 5, Habuba Kabira/Tell Qanas, Jebel Aruda Tepecik 3 und Godin Tepe V zu. Gamkrelidze/Ivanov bringen die Kura-Araxes-Kultur mit der Ausbreitung der (indogermanischen) proto-armenischen Sprache in Verbindung, andere sehen in ihr die Wurzeln der Hurriter. Japaridze behauptet, dass die Kultur seit dem 3. Jahrtausend südkaukasische (kartwelische) Wurzeln aufweise. O. M. Dschaparidze sieht in den Trägern eine Mischung zwischen hurritischen, urartäischen, kartwelischen und nachisch-daghestanischen Stämmen. Der Linguist G. A. Matschawariani nimmt eine Mischung indoeuropäischer und kartwelischer Stämme an.